# Radulf fils d'Éven
Pour les articles homonymes, voir Radulf.
Radulf fils d'Éven est un aventurier normand du XIe siècle qui s'illustra en Italie méridionale et qui fut l'un des 12 barons normands qui se partagèrent l'Apulie (1042), en partie conquise sur les Byzantins, après l'élection comme chef des Normands de Guillaume Bras-de-Fer. 
Arrivé en Italie du Sud au plus tard dans les années 1030, il sert probablement en qualité de mercenaire les intérêts de Rainulf Drengot, 1er comte normand d'Aversa et/ou ceux des princes lombards (de Salerne, Capoue ou Bénévent). 
Fait-il partie du contingent de 300 mercenaires normands combattant les Musulmans en Sicile à la solde de Byzance et commandé par le général Georges Maniakès (1038 - 1040) ? Possible car Guillaume Bras-de-Fer en fait partie, mais cela reste incertain. 
Ce qui est certain c'est qu'il participe à la guerre menée par les Normands contre les Byzantins entre 1040 et 1042, une guerre victorieuse aboutissant à la conquête du nord de l'Apulie, dans la région de Melfi. 
Au partage de cette conquête il reçoit l'actuelle cité de Monte Sant'Angelo (Sanctum Arc(h)angelum en latin) et sa région, dans l'actuelle province de Foggia : 
« …Et en ceste maniere Guillerme ot Ascle; Drogo ot Venoze; Arnoline ot Eabelle; Hugo Toutebove ot Monopoli; Rodulfe ot Canne; Gautier La Cité; Pierre Trane; Rodolfe, fill de Bebena, Saint Archangele; Tristan Monte Pelouz; Arbeo Argyneze; Ascletine La Cerre; Ramfrede ot Malarbine c'est Monnerbin. Et Arduyne, secont lo sacrement, donnerent sa part, c'est la moitié de toutez choses, si come fu la covenance. Et Melfe, pour ce que estoit la principal cité, fu commune à touz. Et, que non vaut Statuunt itaque… ». (Amatus Casinensis) 
« …Guilelmo Asculum, Drogoni Venusiam, Arnolino Labellum, Ugoni Tutabovi Monopolim, Petro Tranum, Gualterio Civitatem, Rodulfo Cannim, Tristaine Montem Pilosum, Herveo Grigentum, Asclittino Acerentiam, Rodulfo Sanctum Arcangelum, Raimfrido Monorbinum. Arduino autem, iuxta quod sibi iuraverant, parte sua concessa, Melphim primam illorum sedem comuniter possidere decernunt… ». (Leo Marsicanus) 
Peu après, il fut recruté avec une bande de normands par l'abbé Richer du Mont-Cassin pour la défense de l'abbaye, recevant la garde de plusieurs châteaux qu'il finit par s'approprier. Richer se plaignit à Guillaume Bras-de-Fer, chef des Normands d'Apulie, mais Radulf prétendit qu'il ne devait obéissance à personne et ne voulut rien rendre. De ses châteaux, Radulf et sa bande de normands lancèrent des incursions dans la région, à tel point que Richer avait pensé à abandonner le monastère. Lorsqu'un jour Radulf et 15 normands vinrent à l'abbaye pour se réconcilier avec l'abbé, les moines se précipitèrent sur eux, désarmés, et les Normands furent massacrés, sauf Radulf, grâce à l'intervention de Richer. 
Il meurt à une date inconnue. 

## Sources
- Aimé du Mont-Cassin
- Geoffroi Malaterra
- Guillaume de Pouille
- Léo d'Ostie